# CSI 7-League 2018
La CSI 7-League 2018 è la 2ª edizione del campionato nazionale minore di football a 7 organizzato dal CSI. Il campionato è iniziato il 3 novembre 2018 ed è terminato il 27 gennaio 2019 con la disputa della finale.

## Squadre partecipanti
| Club                    | Città       | Stadio                       | Sponsor ufficiale | Risultato nella stagione 2017 |
| ----------------------- | ----------- | ---------------------------- | ----------------- | ----------------------------- |
| Bears Alessandria       | Alessandria | Campo Sportivo Aurora        |                   |                               |
| Blue Mighty Sharks Roma | Roma        |                              |                   |                               |
| Commandos Brianza       | Lecco       | Centro Polisportivo Al Bione |                   |                               |
| 82'ers Napoli           | Napoli      |                              |                   |                               |
| Salamanders Mantova     | Mantova     |                              |                   |                               |
| Steel Bucks Caserta     | Caserta     |                              |                   |                               |

## Stagione regolare

### Calendario

#### 1ª giornata
| Napoli 3 novembre 2018, ore 17:00 CET | 82'ers Napoli | 32 – 19 | Steel Bucks Caserta | Campi Oasi |

| Alessandria 4 novembre 2018, ore 14:00 CET | Bears Alessandria | 0 – 28 | Commandos Brianza | Campo Sportivo Aurora |

#### 2ª giornata
| Suzzara 11 novembre 2018, ore 14:00 CET | Salamanders Mantova | 7 – 32 | Bears Alessandria |  |

| Roma 11 novembre 2018, ore 15:00 CET | Blue Mighty Sharks Roma | 20 – 7 | Steel Bucks Caserta | Centro Sportivo Roma 6 |

#### 3ª giornata
| Lecco 18 novembre 2018, ore 14:00 CET | Commandos Brianza | 70 – 0 | Salamanders Mantova | Centro Polisportivo Al Bione |

| Roma 18 novembre 2018, ore 17:00 CET | Blue Mighty Sharks Roma | 14 – 51 | 82'ers Napoli | Centro Sportivo Roma 6 |

#### 4ª giornata
| Napoli 24 novembre 2018, ore 17:00 CET | 82'ers Napoli | 66 – 0 | Blue Mighty Sharks Roma | Centro Sportivo Oasi |

#### 5ª giornata
| Casapulla 2 dicembre 2018, ore 15:00 CET | Steel Bucks Caserta | 27 – 56 | 82'ers Napoli | Campo Sportivo A. Leggiero |

#### 6ª giornata
| Suzzara 16 dicembre 2018, ore 14:00 CET | Salamanders Mantova | 6 – 74 | Commandos Brianza |  |

| Casapulla 16 dicembre 2018, ore 15:00 CET | Steel Bucks Caserta | 27 – 6 | Blue Mighty Sharks Roma | Campo Sportivo A. Leggiero |

#### 7ª giornata
| Lecco 22 dicembre 2018, ore 18:00 CET | Commandos Brianza | 41 – 8 | Bears Alessandria | Centro Polisportivo Al Bione |

#### 8ª giornata
| Alessandria 13 gennaio 2019, ore 14:00 CET | Bears Alessandria | 21 – 0 () | Salamanders Mantova | Campo Sportivo Aurora |

### Classifiche
Le classifiche della stagione regolare sono le seguenti:
- PCT = percentuale di vittorie, G = partite giocate, V = partite vinte, P = partite perse, PF = punti fatti, PS = punti subiti
- La qualificazione alla finale è indicata in verde

#### Girone Nord
| Pos. | Squadra             | PCT   | G | V | P | PF  | PS  |
| ---- | ------------------- | ----- | - | - | - | --- | --- |
| 1    | Commandos Brianza   | 1.000 | 4 | 4 | 0 | 213 | 14  |
| 2    | Bears Alessandria   | .500  | 4 | 2 | 2 | 61  | 76  |
| 3    | Salamanders Mantova | .000  | 4 | 0 | 4 | 13  | 197 |

#### Girone Centro-Sud
| Pos. | Squadra                 | PCT   | G | V | P | PF  | PS  |
| ---- | ----------------------- | ----- | - | - | - | --- | --- |
| 1    | 82'ers Napoli           | 1.000 | 4 | 4 | 0 | 205 | 60  |
| 2    | Steel Bucks Caserta     | .250  | 4 | 1 | 3 | 80  | 114 |
| 3    | Blue Mighty Sharks Roma | .250  | 4 | 1 | 3 | 40  | 151 |

## Playoff

### Tabellone
|  | Semifinali | Semifinali          | Semifinali |               |    | II Finale         | II Finale           | II Finale       |  |
|  |            |                     |            |               |    |                   |                     |                 |  |
|  | 1N         | Commandos Brianza   | 34         |               |    |                   |                     |                 |  |
|  | 1N         | Commandos Brianza   | 34         |               |    |                   |                     |                 |  |
|  | 2N         | Bears Alessandria   | 6          |               |    |                   |                     |                 |  |
|  | 2N         | Bears Alessandria   | 6          |               | 1N | Commandos Brianza | 12                  |                 |  |
|  |            |                     |            |               | 1N | Commandos Brianza | 12                  |                 |  |
|  |            |                     | 1S         | 82'ers Napoli | 14 |                   |                     |                 |  |
|  | 2S         | Steel Bucks Caserta | 1S         | 82'ers Napoli | 14 | 12                |                     |                 |  |
|  | 2S         | Steel Bucks Caserta |            |               |    | 12                |                     |                 |  |
|  | 1S         | 82'ers Napoli       | 22         |               |    | Finale 3º posto   | Finale 3º posto     | Finale 3º posto |  |
|  | 1S         | 82'ers Napoli       | 22         |               |    |                   |                     |                 |  |
|  |            |                     |            |               |    |                   |                     |                 |  |
|  |            |                     |            |               |    | 2N                | Bears Alessandria   | 19              |  |
|  |            |                     |            |               |    | 2N                | Bears Alessandria   | 19              |  |
|  |            |                     |            |               |    | 2S                | Steel Bucks Caserta | 25              |  |

### Semifinali
| Napoli 12 gennaio 2019, ore 17:00 | 82'ers Napoli | 22 – 12 | Steel Bucks Caserta | Centro Sportivo Oasi |

| Lecco 20 gennaio 2019, ore 18:00 | Commandos Brianza | 34 – 6 | Bears Alessandria | Centro Polisportivo Al Bione |

### Finale 3º - 4º posto
| gennaio 2019, ore 13:00 | Bears Alessandria | 19 – 25 | Steel Bucks Caserta |  |

### II Finale
| Firenze 27 gennaio 2019, ore 16:00 | Commandos Brianza | 12 – 14 | 82'ers Napoli | Guelfi Sport Center |

## Verdetti
- 82'ers Napoli Campioni CSI 7-League 2018.